# Liga ASOBAL de 2012–13
A Liga ASOBAL de 2012–2013 foi a 23º edição da Liga ASOBAL como primeira divisão do handebol espanhol. Com 16 equipes participantes o campeão foi o FC Barcelona Handbol.